# Sherif Langu
Hfz. Sherif Langu (1877. – 9. ožujka 1955.), albanski teolog i političar, treći po redu veliki muftija Muslimanske zajednice Albanije. Bio je jedan od delegata Albanske deklaracije o neovisnosti.